# Le Mayet-de-Montagne

Le Mayet-de-Montagne este o comună în departamentul Allier din centrul Franței. În 1 ianuarie 2022 avea o populație de 1.388 de locuitori.